# Насосный агрегат

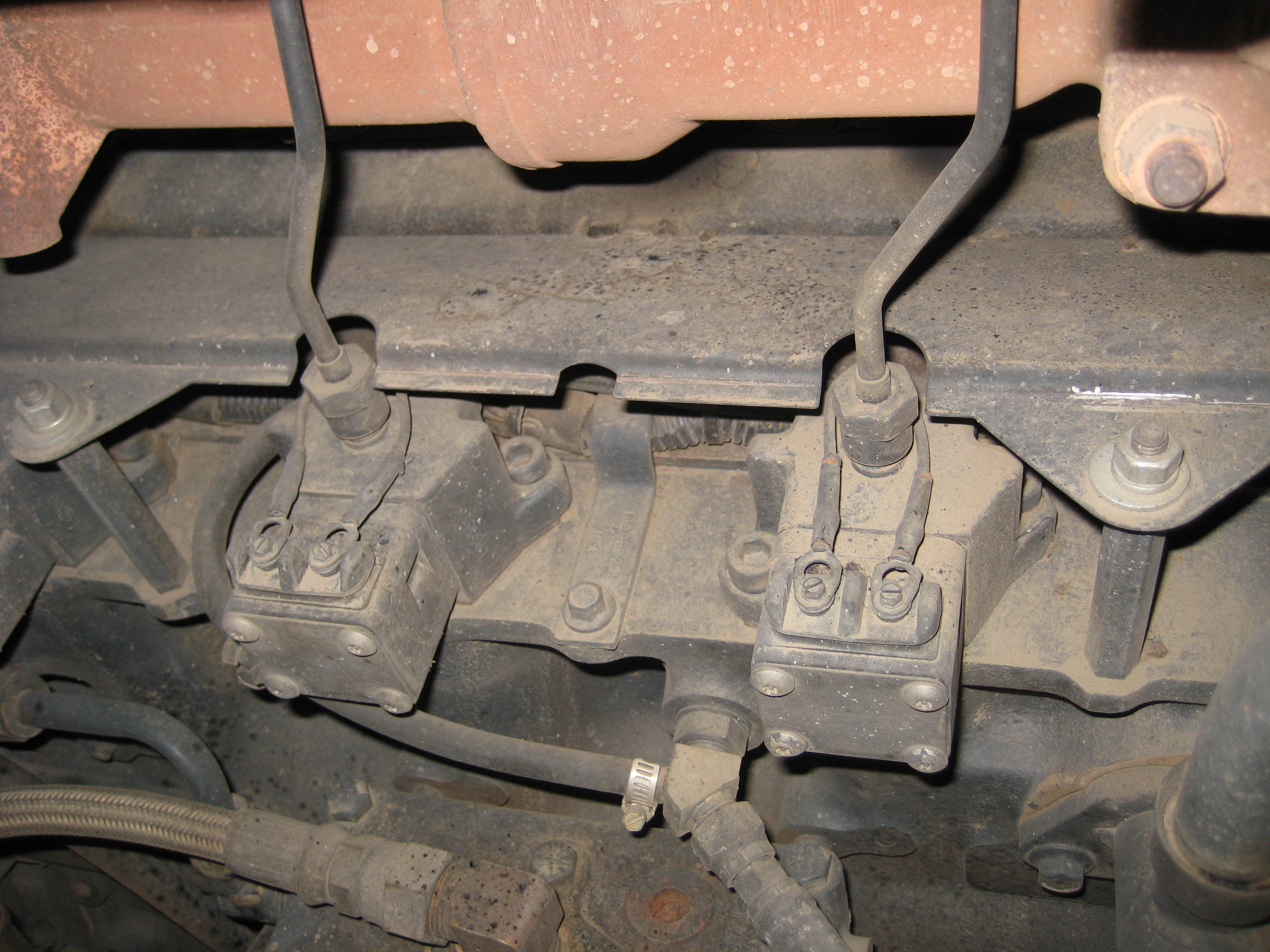
Насосный агрегат на дизельном двигателе E7 производства Mack

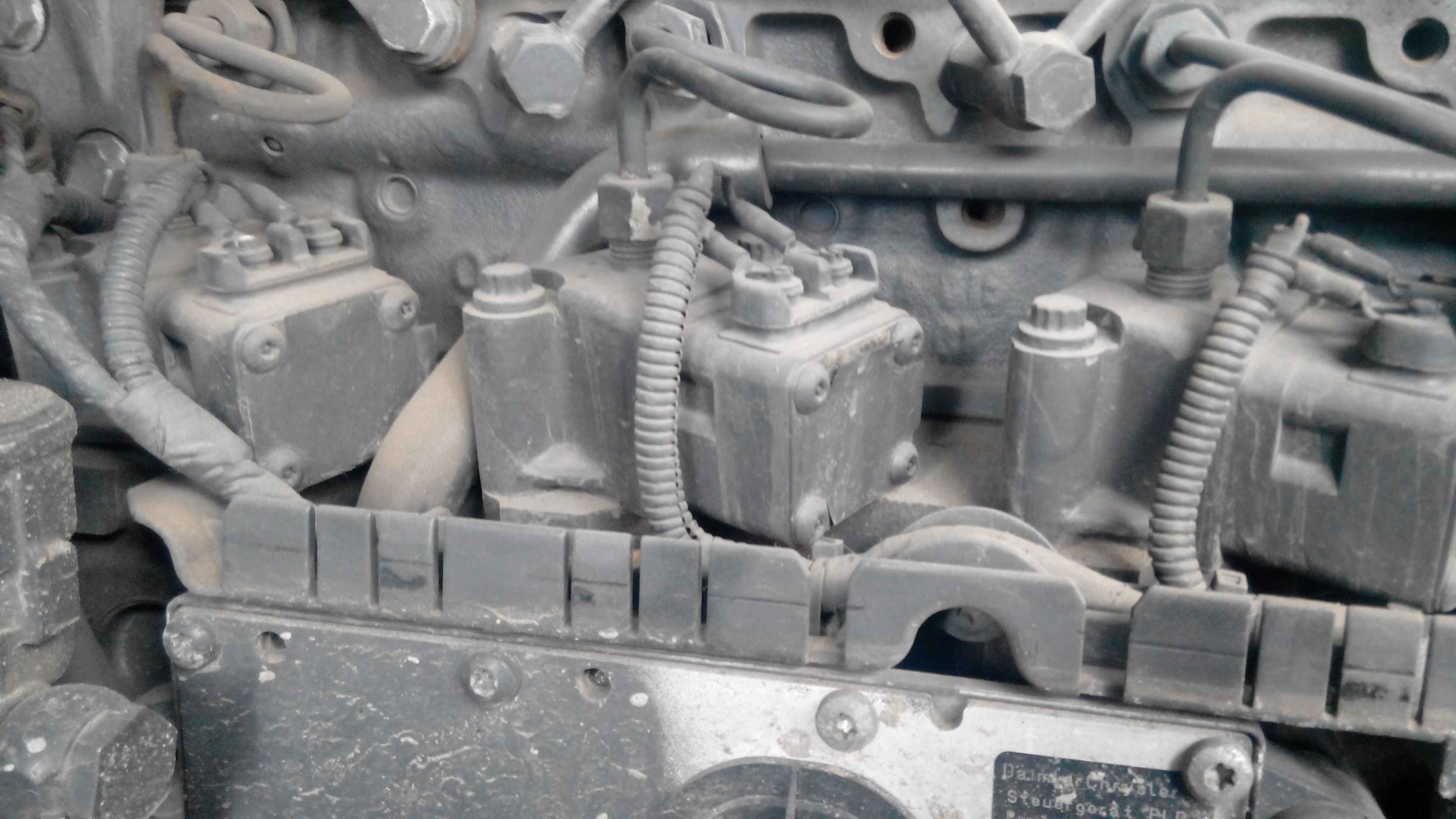
Насосный агрегат на двигателе Mercedes OM906LA

Система дизель-насосного агрегата представляет собой сборную систему впрыска дизельного топлива высокого давления, которая тесно связана с насосом-форсункой, и предназначена для использования на коммерческих грузовых автомобилях с дизельными двигателями.
Системы используют индивидуальные насосы ТНВД, установленные на блоке двигателя для каждого цилиндра, в первую очередь предназначен для двигателей с одним распределительным валом, расположенном в головке или в блоке цилиндров. Топливные насосы приводятся в действие от дополнительного кулачка распредвала, где каждый насосный агрегат подключен к форсунке через топливо-провод, в отличие от насос-форсунки, которая сочетает в себе насос и инжектор в компактном устройстве.
Обе системы оснащены электронным управлением через электромагнитные клапаны для выбора точной фазы газораспреденления и количества впрыскиваемого топлива, регулируемые для каждого цилиндра.
Известными производителями коммерческого транспорта с использованием системы являются Mack (прекратил установку), Liebherr,Mercedes-Benz и её дочерние компании Freightliner, BharatBenz и Western Star. Так, например, двигатель MBE 4000 производства Detroit Diesel, имеет эту систему.